# Adrián Fernández Bremauntz
Adrián Fernández Bremauntz (México, Ciudad de México; 1961) es un biólogo con área de concentración en Ecología en la Universidad Autónoma Metropolitana. Obtuvo la maestría en tecnología ambiental y el doctorado en ciencias ambientales en el Colegio de Ciencia, Tecnología y Medicina de la Universidad de Londres.
De 1983 a 1988 trabajó a la Secretaría de Desarrollo Urbano y Ecología (Sedue). 
En 1994 fungió como asesor de la entonces presidenta del Instituto Nacional de Ecología Julia Carabias Lillo.
Desde 1995, el Dr. Fernández ha ocupado importantes puestos en la Secretaría de Medio Ambiente y Recursos Naturales, como director general de Gestión e Información Ambiental y como director general de Investigación sobre Contaminación Urbana, Regional y Global, ambos en el Instituto Nacional de Ecología. Se desempeñó en el cargo de presidente del Instituto Nacional de Ecología, desde marzo de 2005 y hasta el 31 de enero de 2011.
Es el único funcionario con nivel de director general o superior que ha trabajado para los cinco secretarios de medio ambiente del gobierno federal mexicano.

## Premios
Por sus tareas de investigación recibió reconocimientos por escrito del Gobernador de Massachusetts y del Alcalde de Boston. En el 2000, la International Society for Exposure Analysis le otorgó su premio anual Young Scientist Award por su trayectoria profesional en este campo y en ese mismo año, la Agencia de Protección Ambiental de los Estados Unidos le entregó la Bronze Medal for Commendable Service.

## Publicaciones
- Avances de México en materia de cambio climático 2001-2002
- Introducción al análisis de riesgos ambientales
- Cambio climático. Una visión desde México
- Las sustancias tóxicas persistentes
- Más allá del Cambio Climático: las dimensiones psicosociales del cambio ambiental global